# Gameleira de Goiás
| \| Gameleira de Goiás \|                       |
| Lage der Ortschaft Gameleira de Goiás in Goiás |
| Gameleira de Goiás                             |

| Gameleira de Goiás |

Gameleira de Goiás ist eine brasilianische politische Gemeinde im Bundesstaat Goiás in der Mesoregion Süd-Goiás und im Norden der Mikroregion Pires do Rio. Sie liegt südwestlich der brasilianischen Hauptstadt Brasília und ostnordöstlich von Goiânia, der Hauptstadt des Bundesstaates.

## Geographische Lage
Gameleira de Goiás grenzt
- im Norden an Abadiânia
- von Osten bis Südwesten an Silvânia
- im Westen an Bonfinópolis
- im Nordwesten an Anápolis